# الاميدات
الأميدات هي مركبات عضوية تتميز بوجود مجموعة وظيفية تتكون من ذرة كربون مرتبطة برابطة ثنائية مع ذرة أكسجين (مجموعة الكربونيل, C=O)، ومرتبطة أيضًا بذرة نيتروجين. الصيغة العامة للأميد هي R(C=O)NR′R′′، حيث تمثل R و R′ و R′′ ذرات هيدروجين أو مجموعات هيدروكربونية.
بشكل مبسط، يمكن اعتبار الأميدات مشتقة من الأحماض الكربوكسيلية حيث تم استبدال مجموعة الهيدروكسيل (−OH) بمجموعة أمينية (−NR′R′′).

## المجموعة الوظيفية للأميد:
المجموعة الوظيفية المميزة للأميدات هي مجموعة الأميد أو الكربوكساميد (−CONH2 أو −CONHR أو −CONR2). تتكون هذه المجموعة من:
- مجموعة الكربونيل (C=O): ذرة كربون مرتبطة برابطة ثنائية مع ذرة أكسجين.
- ذرة نيتروجين (N): مرتبطة بذرة كربون الكربونيل.

## أنواع الأميدات:
تصنف الأميدات إلى ثلاثة أنواع رئيسية بناءً على عدد مجموعات الألكيل أو الأريل المرتبطة بذرة النيتروجين:
1. الأميدات الأولية (Primary Amides): تحتوي ذرة النيتروجين على ذرتي هيدروجين، وصيغتها العامة هي RCONH2. مثال: الأسيتاميد (CH3CONH2).
2. الأميدات الثانوية (Secondary Amides): تحتوي ذرة النيتروجين على ذرة هيدروجين واحدة ومجموعة ألكيل أو أريل واحدة، وصيغتها العامة هي RCONHR′. مثال: N-ميثيل أسيتاميد (CH3CON(H)CH3).
3. الأميدات الثالثية (Tertiary Amides): لا تحتوي ذرة النيتروجين على أي ذرات هيدروجين، بل ترتبط بمجموعتي ألكيل أو أريل، وصيغتها العامة هي RCONR′R′′. مثال: ثنائي ميثيل فورماميد (HCON(CH3)2).

## تسمية الأميدات:
تتم تسمية الأميدات بإضافة لاحقة "-أميد" إلى اسم الحمض الكربوكسيلي الأصلي بعد حذف اللاحقة "-ويك" أو "-يك".
- الأميدات الأولية: اسم الحمض الكربوكسيلي + أميد. مثال: حمض الإيثانويك → إيثاناميد (أسيتاميد).
- الأميدات الثانوية والثالثية: يتم تحديد المجموعات المرتبطة بذرة النيتروجين باستخدام البادئة "N-" متبوعة باسم المجموعة. مثال: حمض البروبانويك مع مجموعة ميثيل مرتبطة بالنيتروجين → N-ميثيل بروباناميد.

## خواص الأميدات:
- القطبية والروابط الهيدروجينية: مجموعة الأميد قطبية بسبب وجود ذرة الأكسجين ذات السالبية الكهربية العالية وذرة النيتروجين. يمكن للأميدات الأولية والثانوية تكوين روابط هيدروجينية بين جزيئاتها (بين ذرة الهيدروجين المرتبطة بالنيتروجين وذرة الأكسجين في جزيء أميد آخر) ومع الماء (بين ذرات الهيدروجين والأكسجين في الماء ومجموعة الكربونيل والنيتروجين في الأميد). هذا يؤدي إلى ارتفاع نقاط انصهار وغليان الأميدات مقارنة بالأحماض الكربوكسيلية والأمينات ذات الكتل المولية المتقاربة. الأميدات الثالثية لا يمكنها تكوين روابط هيدروجينية بين جزيئاتها لعدم وجود ذرة هيدروجين مرتبطة بالنيتروجين، وبالتالي تكون نقاط انصهارها وغليانها أقل.
- الذوبانية في الماء: الأميدات الصغيرة (ذات عدد قليل من ذرات الكربون) تكون قابلة للذوبان في الماء بسبب قدرتها على تكوين روابط هيدروجينية مع جزيئات الماء. تقل الذوبانية مع زيادة حجم السلسلة الهيدروكربونية.
- القاعدية: الأميدات أقل قاعدية بكثير من الأمينات. يعود ذلك إلى وجود مجموعة الكربونيل الساحبة للإلكترونات والمرتبطة بذرة النيتروجين، مما يجعل زوج الإلكترونات غير الرابط على ذرة النيتروجين أقل توفرًا للاستقبال بروتون. يحدث تداخل إلكتروني (resonance) بين زوج الإلكترونات غير الرابط على النيتروجين ورابطة الكربونيل الثنائية، مما يقلل من كثافة الإلكترونات على النيتروجين.
- الحالة الفيزيائية: معظم الأميدات البسيطة تكون صلبة في درجة حرارة الغرفة باستثناء الفورماميد (HCONH2) الذي يكون سائلاً.

## تحضير الأميدات:
هناك عدة طرق لتحضير الأميدات، من أهمها:
1. تفاعل مشتقات الأحماض الكربوكسيلية مع الأمينات أو الأمونيا:
  - تفاعل كلوريدات الأسيل مع الأمينات أو الأمونيا: يعتبر هذا التفاعل من أكثر الطرق شيوعًا لتحضير الأميدات. يتفاعل كلوريد الأسيل مع الأمين أو الأمونيا لإنتاج الأميد وكلوريد الأمونيوم كمنتج ثانوي. RCOCl+2R′NH2→RCONHR′+R′NH3Cl
  - تفاعل أنهيدريدات الأحماض الكربوكسيلية مع الأمينات أو الأمونيا: تتفاعل أنهيدريدات الأحماض مع الأمينات لإنتاج الأميدات والأحماض الكربوكسيلية. (RCO)2O+2R′NH2→RCONHR′+RCOOH+R′NH3+RCOO−
  - تفاعل الإسترات مع الأمينات أو الأمونيا: يمكن للإسترات أن تتفاعل مع الأمينات أو الأمونيا لإنتاج الأميدات والكحولات. يتطلب هذا التفاعل عادةً تسخينًا. RCOOR′′+R′NH2→RCONHR′+R′′OH
2. تفاعل الأحماض الكربوكسيلية مع الأمينات باستخدام عوامل ربط (Coupling Agents): يمكن تحويل الأحماض الكربوكسيلية مباشرة إلى أميدات عن طريق التفاعل مع الأمينات باستخدام عوامل ربط مثل ثنائي سيكلوهكسيل كاربوديإيميد (DCC) أو إيثيل ثنائي ميثيل أمينوبروبيل كاربوديإيميد (EDC). هذه الطريقة شائعة في تخليق الببتيدات.
3. تحلل النيتريلات (Nitriles): يمكن تحويل النيتريلات إلى أميدات عن طريق التحلل المائي الجزئي في ظروف حمضية أو قاعدية. RCN+H2OH+ أو OH−RCONH2
4. إعادة ترتيب بكمان (Beckmann Rearrangement): هو تفاعل يتم فيه تحويل الأوكسيمات إلى أميدات باستخدام عامل منشط مثل حمض الكبريتيك أو ثلاثي كلوريد الفوسفور.

## تفاعلات الأميدات:
على الرغم من أن الأميدات تعتبر مركبات مستقرة نسبيًا، إلا أنها تخضع لبعض التفاعلات، منها:
- التحلل المائي (Hydrolysis): يمكن تحلل الأميدات إلى الأحماض الكربوكسيلية والأمينات المقابلة عن طريق التسخين مع الأحماض القوية أو القواعد القوية. RCONH2+H2OH+ أو OH−,ΔRCOOH+NH3
- الاختزال (Reduction): يمكن اختزال الأميدات إلى أمينات باستخدام عوامل اختزال قوية مثل هيدريد الليثيوم والألومنيوم (LiAlH4). RCONH2LiAlH4RCH2NH2+H2O
- نزع الماء (Dehydration): يمكن نزع الماء من الأميدات الأولية بالتسخين مع خماسي أكسيد الفوسفور (P4O10) لتكوين النيتريلات. RCONH2P4O10,ΔRCN+H2O

## أهمية واستخدامات الأميدات:
تلعب الأميدات دورًا هامًا في الكيمياء والصناعة والأحياء، ومن أهم استخداماتها:
- الوحدات البنائية للبروتينات والببتيدات: الرابطة الببتيدية التي تربط الأحماض الأمينية في البروتينات هي رابطة أميدية.
- المواد البوليمرية: العديد من البوليمرات الهامة مثل النايلون والكيفلار هي بولي أميدات. تتميز هذه المواد بقوتها وصلابتها ومقاومتها للتحلل المائي.
- الأدوية: العديد من الأدوية تحتوي على روابط أميدية في تركيبها، مثل البنسلين والباراسيتامول (أسيتامينوفين) و LSD.
- المذيبات: بعض الأميدات ذات الوزن الجزيئي المنخفض مثل ثنائي ميثيل فورماميد (DMF) وثنائي ميثيل أسيتاميد (DMAc) تستخدم كمذيبات قطبية مهمة في التفاعلات العضوية.
- الزراعة: يستخدم اليوريا (CO(NH2)2)، وهو ثنائي أميد حمض الكربونيك، كسماد نيتروجيني هام.
- الصناعات المختلفة: تستخدم الأميدات في صناعة البلاستيك والمطاط والورق والأصباغ.